# Parafia Najświętszej Maryi Panny Królowej i św. Judy Tadeusza w Łączkach Brzeskich
Parafia Najświętszej Maryi Panny Królowej i św. Judy Tadeusza w Łączkach Brzeskich – parafia rzymskokatolicka, znajdująca się w diecezji tarnowskiej, w dekanacie Mielec Południe.